# Arquidiocese de Cranganor
A Arquidiocese de Cranganor (Archidiœcesis Cranganorensis) foi uma arquidiocese situada em Cranganor, na Índia. Criada em 1599, com o nome de Arquidiocese de Angamalé, em 1600 mudou para o nome para Arquidiocese de Cranganor.
Foi suprimida em 1838, sendo sua área jurisdicionada ao vicariato apostólico de Verapoly e seu título unido ao do Bispo de Damão, em 1886. Em 1928, passou a ser uma designação titular para o Patriarca das Índias Orientais.

## Território
A arquidiocese compreendia parte dos estados indianos de Malabar e de Kerala e tinha jurisdição sobre os cristãos de São Tomé (de rito caldeu) e os católicos de rito latino.
A sé arquiepiscopal era a cidade de Cranganor, onde estava a catedral de São João Batista.

## História
A Arquidiocese de Angamalé surgiu nos tempos antigos como a diocese da Igreja nestoriana. Desde tempos imemoriais, era costume que eles fossem os patriarcas de Mosul para enviar os bispos para a sede da sua igreja na Índia. O último bispo de que se sabe o nome é Mar Abraão, que morreu no início de 1597, de acordo com fontes em comunhão com a Igreja de Roma, enquanto as outras fontes, especialmente portuguesas, que dizem que ele morreu herege.
No final do século XV os portugueses desembarcaram na costa de Malabar e entraram em contato com os cristãos de São Tomé. Os primeiros contatos foram muito positivos, especialmente como os europeus eram vistos como libertadores dos árabes e do seu assédio; Também há falta de declarações da fé católica por parte dos cristãos nativos. Mas logo após a ereção da diocese de Goa (1537), ocorreram algumas rupturas, especialmente quando Goa começou a implementar uma política de submissão dos cristãos malabares para o Padroado Português e a romanização dos ritos e costumes.
Com a morte de Mar Abraão, o arcebispo de Goa Aleixo de Meneses foi encarregado pelo Papa Clemente VIII de converter à fé católica os cristãos nestorianos. Todas essas tentativas encontraram seu ponto culminante no sínodo de Diamper, celebrado em junho de 1599, que ratificou a política portuguesa.
Em 20 de dezembro de 1599 a arquidiocese de Angamale foi diminuída, com o breve de Clemente VIII, como simples sufragânea de Goa, e no ano seguinte, em 4 de agosto de 1600, foi submetida, com o breve In supremo militantis do mesmo papa, ao Padroado Português; em troca Lisboa deveria garantir ao arcebispo de Angamale uma renda anual de 500 cruzados.
Em 22 de dezembro de 1608 com a bula Romanus Pontifex do papa Paulo V a diocese foi elevada novamente ao posto de arquidiocese. Em 22 de dezembro de 1610 o mesmo papa ratificou a transferência da sé de Angamale, situada entre as montanhas, para Cranganor, mais próxima do oceano Índico; nesta ocasião a posse portuguesa de Cranganor foi destacada da diocese de Cochim e anexo ao de Angamale. Nesse momento a arquidiocese assume o nome de Cranganor ou Angamale.
Na morte de Mar Abraão, Aleixo de Meneses nomeou o jesuíta Francisco Ros administrador da arquidiocese: ele, por doze anos, tinha sido um conselheiro do Mar Abraão e superior do seminário de Vaipicota. Aleixo de Meneses insistiu que para a sé de Angamale fosse nomeado um latino. Assim, no consistório de 20 de dezembro de 1599, a Santa Sé congratulou-se com o caso, na condição de que a arquidiocese fosse reduzida para diocese; no mesmo consistório Francisco Rodríguez foi nomeado bispo de Angamale. Recebeu a consagração episcopal na Sé de Santa Catarina em 25 de janeiro de 1601.
Na segunda metade do século XVII a fortaleza de Cranganor foi conquistada pelos holandeses. A partir de agora, a arquidiocese não estava sob o controle direto político-militar português; todavia Lisboa fará sempre valer o seu direito de padroado até o final do século XIX. No início do século XVIII na cidade de Cranganor permaneceram poucos católicos e todas as igrejas foram destruídas, incluindo a catedral.
Em 24 de abril de 1838, após vários anos de vacância, a Arquidiocese de Cranganor ou Angamale foi suprimida pelo breve Multa praeclare do Papa Gregório XVI e os seus territórios anexos aos do vicariato apostólico de Verapoly (hoje arquidiocese).
A concordata de 21 de fevereiro de 1857 entre a Santa Sé e Portugal previa a restauração de Cranganor como simples diocese, sufragânea de Goa. Mas esse arranjo, muito favorável a Portugal, nunca foi, de fato, aplicado, especialmente desde que própria Roma denunciou-o primeiro.
Com a nova concordata estabelecida em 1886, na época do Papa Leão XIII, a Santa Sé renunciou definitivamente ao restabelecimento da sé de Cranganor; continuou a ser um título, a princípio prerrogativa dos bispos de Damão, e, em seguida, desde 1928, dos arcebispos de Goa e Damão.

## Prelados

### Rito oriental
- Mar Yohannan (1490 - 1503)
- Mar Yaqob Abuna (1503 - 1553)
- Mar Joseph Sulaqa (1555 - 1567)
- Mar Abraão (1567 - 1597)

### Rito Latino

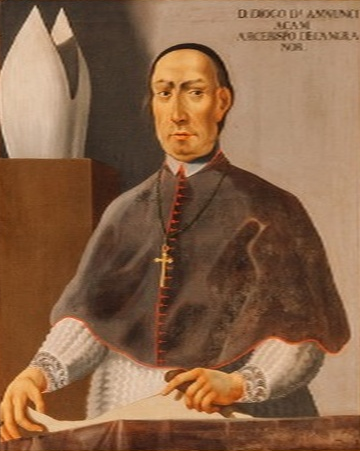
D. Diogo da Anunciação, Arcebispo de Cranganor

- Francisco Rodríguez, S.J. (1599 - 1624)
- Etiene de Brito, S.J. (1624 - 1641)
- Francisco Garcia Mendes, S.J. (1641 - 1659)
- Didacus Álvares (1694 - 1697)
- Diogo da Anunciação Justiniano (1697 - )[12]
- João Ribeiro, S.J. (1701 - 1716)
- António Pimentel, S.J. (1721 - 1751)
- João Luís Vasconcelos, S.J. (1751 - 1754)
- Salvador dos Reis, S.J. (1756 - 1777)
- José Cariattil (1782 - 1786)
- Teodoro Botelho Homem Bernardes (1806 - ?)
- Paulo de São Tomás de Aquino, O.P. (1821 - 1823)
- José Joaquim de Oliveira Carvalho, O.F.M. (1825 - 1835)

### Bispos de Damão
- António Pedro da Costa (1887 - 1899)
- Sebastião José Pereira (1900 - 1925)

### Arcebispos titulares
- Mateus de Oliveira Xavier (1928–1929)
- Teotónio Emanuel Ribeira Vieira de Castro (1929–1940)
- José da Costa Nunes (1940–1953)
- José Vieira Alvernaz (1953–1975)
- Raul Nicolau Gonçalves (1978–2004)
- Filipe Neri António Sebastião do Rosário Ferrão (2004–presente)